# Two California Plaza
Two California Plaza – wieżowiec w centrum Los Angeles (Kalifornia) w dzielnicy Bunker Hill. Wchodzi on w skład kompleksu California Plaza (pozostałe części to wieżowiec One California Plaza i Hotel Omni). Budynek góruje nad całym kompleksem (planowano budowę jeszcze wyższej wieży, Three California Plaza jednak plan ten porzucono), wznosi się na 228,6 m i jest obecnie trzecim co do wysokości budynkiem w Los Angeles. Biurowiec wzniesiono w latach 1990–1992 przy użyciu betonu, stali i niebieskawego szkła.